# آندریاس لودویگ
آندریاس لودویگ (انگلیسی: Andreas Ludwig؛ زادهٔ ۱۱ سپتامبر ۱۹۹۰) بازیکن فوتبال اهل آلمان است.
از باشگاه‌هایی که در آن بازی کرده‌است می‌توان به باشگاه فوتبال اولم ۱۸۴۶، باشگاه فوتبال هایدنهایم، باشگاه فوتبال مونیخ ۱۸۶۰، باشگاه فوتبال هوفنهایم، باشگاه فوتبال وی‌اف‌آر آلن، و باشگاه فوتبال اوترخت اشاره کرد.